# Christophe Moehrlen
Christophe Moehrlen, né le 20 janvier 1800 à Baiersbronn et mort le 28 février 1871 à Daillens, est un pédagogue, théologue et écrivain allemand, surtout connu pour ses œuvres de littérature chrétienne d'enfance et de jeunesse.
Moehrlen est le bisaïeul de Heinrich Sutermeister.